# Sverigequizen
Sverigequizen är ett svenskt interaktivt frågesportprogram med Ingvar Oldsberg och Björn Hellberg. Programmet hade premiär på TV4 den 6 november 2013 och sändes varje höst fram till 2016.

## Programmet
I programmet besöker Ingvar Oldsberg och Björn Hellberg olika platser i Sverige och ställer frågor om platsen det är på. Tittarna kan svara på frågorna i webbläsaren och i appar för smartphone och surfplatta.

## Avsnitt

### Säsong 1
| Nr | Plats            | Sändningsdatum   | Tittarantal |
| -- | ---------------- | ---------------- | ----------- |
| 1  | "Vättern runt"   | 6 november 2013  | 956 000     |
| 2  | "Västkusten"     | 13 november 2013 | 814 000     |
| 3  | "Västernorrland" | 20 november 2013 | 900 000     |
| 4  | "Dalarna"        | 27 november 2013 | 826 000     |
| 5  | "08-området"     | 4 december 2013  | 706 000     |
| 6  | "Skåne"          | 11 december 2013 | 758 000     |

### Säsong 2
| Nr | Plats           | Sändningsdatum   | Tittarantal |
| -- | --------------- | ---------------- | ----------- |
| 1  | "Öland"         | 19 november 2014 | 934 000     |
| 2  | "Småland"       | 26 november 2014 | 821 000     |
| 3  | "Gotland"       | 3 december 2014  | 772 000     |
| 4  | "Runt Mälaren"  | 10 december 2014 | 590 000     |
| 5  | "Halland"       | 17 december 2014 | 768 000     |
| 6  | "Västergötland" | 18 december 2014 | 851 000     |

### Säsong 3
| Nr | Plats          | Sändningsdatum   | Tittarantal |
| -- | -------------- | ---------------- | ----------- |
| 1  | "Dalsland"     | 19 oktober 2015  | 813 000     |
| 2  | "Lund"         | 26 oktober 2015  | 667 000     |
| 3  | "Östergötland" | 2 november 2015  | 709 000     |
| 4  | "Kalix"        | 16 november 2015 | 678 000     |
| 5  | "Gävleborg"    | 23 november 2015 | 593 000     |
| 6  | "Piteå"        | 30 november 2015 | 495 000     |
| 7  | "Budapest"     | 7 december 2015  | 568 000     |
| 8  | "Cypern"       | 14 december 2015 | 578 000     |

### Säsong 4
| Nr | Plats                                  | Sändningsdatum   | Tittarantal |
| -- | -------------------------------------- | ---------------- | ----------- |
| 1  | "Göteborg"                             | 7 november 2016  | 611 000     |
| 2  | "Malmö"                                | 14 november 2016 | 610 000     |
| 3  | "Karlskoga, Grythyttan och Lindesberg" | 28 november 2016 | 639 000     |
| 4  | "Helsingborg"                          | 5 december 2016  | 646 000     |
| 5  |                                        | 12 december 2016 |             |
| 6  |                                        | 19 december 2016 |             |